# Apomecyna gracillima
Apomecyna gracillima là một loài bọ cánh cứng trong họ Cerambycidae.